# Krebs (Dohna)

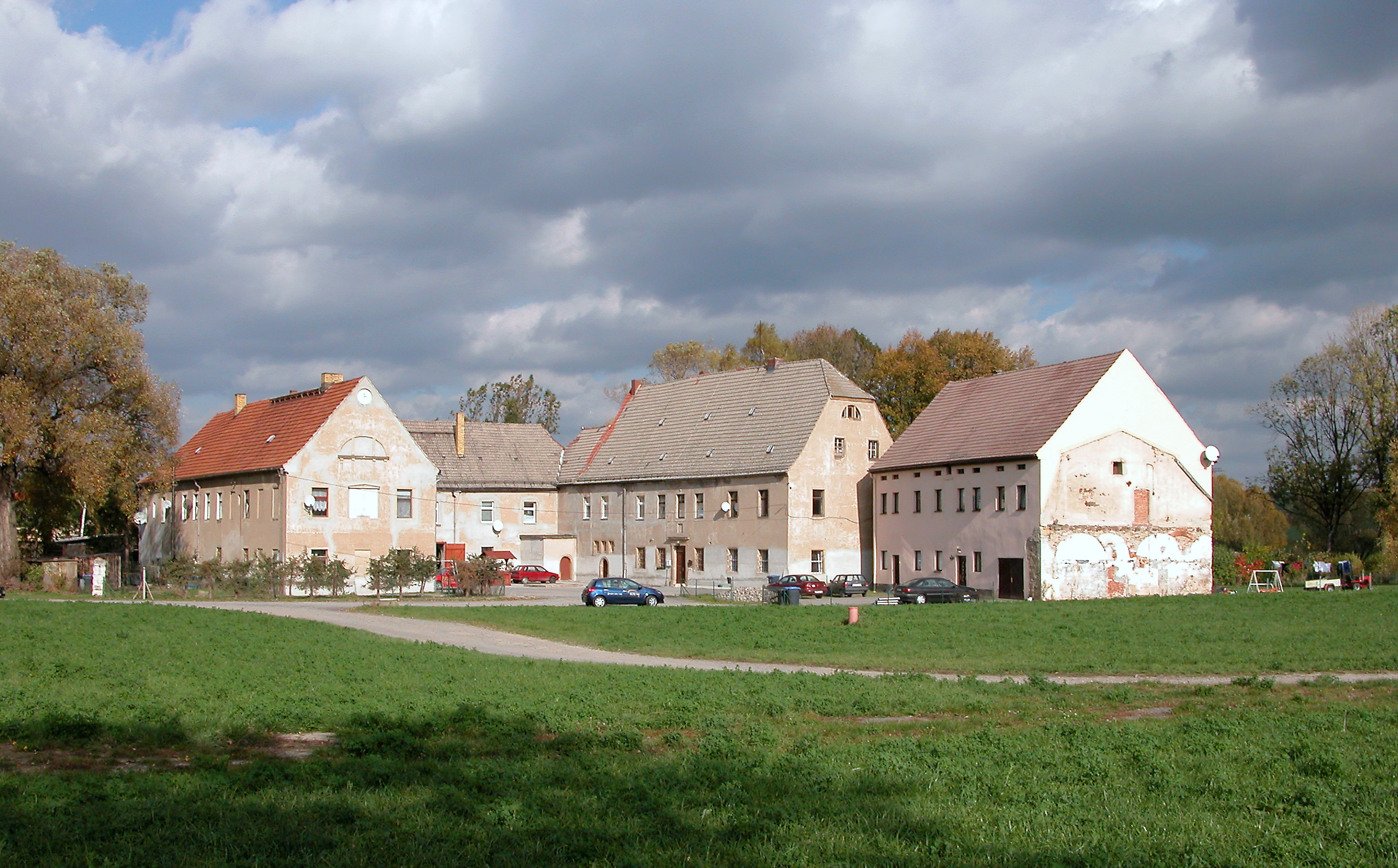
Ehemaliges Rittergut Krebs

Krebs ist ein Ortsteil der Stadt Dohna im Landkreis Sächsische Schweiz-Osterzgebirge, Sachsen. Er gehört zur Ortschaft Meusegast.

## Geographie
Krebs liegt zwei Kilometer südöstlich der Dohnaer Altstadt. Es befindet sich auf der Hochfläche zwischen Müglitz im Westen und Seidewitz im Osten südlich des Elbtalkessels. Krebs liegt an einem kleinen Bach, der nach Osten durch den Eulengrund hin zur Seidewitz abfließt. Die Fluren um Krebs werden mit Ausnahme der bewaldeten Steillagen landwirtschaftlich genutzt. Angrenzende Dohnaer Ortsteile sind Meusegast im Südwesten und Köttewitz im Westen. Nördlich benachbart ist der Heidenauer Stadtteil Großsedlitz. Östlich grenzt der Pirnaer Stadtteil Zuschendorf an. Nächste Orte in südöstlicher Richtung sind Niederseidewitz und Zwirtzschkau, die zur Gemeinde Bahretal gehören. 
Krebs erstreckt sich entlang der Straße von Pirna nach Meusegast. Im Norden der Ortslage befindet sich der Dorfkern, ein altes Gassendorf. Von dort führen der Hohlweg nach Norden und der Kirchweg nach Nordwesten in Richtung Dohna. Im südlichen Teil von Krebs liegen eine Kleinsiedlung und Kleingärten. Die Adresse aller Krebser Häuser lautet wegen der geringen Größe des Ortes schlicht Krebs, ergänzt durch die jeweilige Hausnummer. Die Alte Dresden-Teplitzer Poststraße tangiert Krebs im Südwesten und ist die Verkehrsverbindung ins Seidewitztal sowie ins Dohnaer Stadtzentrum. Die Bundesautobahn 17 führt westlich an Krebs vorbei, die nächste Anschlussstelle Pirna befindet sich zwei Kilometer nordwestlich des Ortes bei Köttewitz. Von dort verläuft die Bundesstraße 172a durch den äußersten Norden der Krebser Flur nach Pirna. An den ÖPNV ist Krebs über die Buslinie 204 des RVSOE angebunden.

## Geschichte

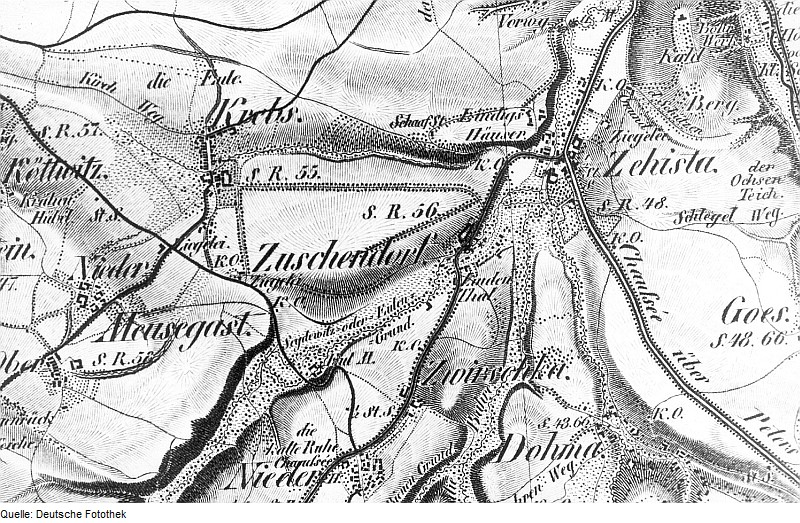
Krebs auf einer Karte aus dem 19. Jahrhundert

Die dem Ortsnamen zugrundeliegende altsorbische Urform dürfte *Kravas lauten und auf das slawische Plural-Wort für „Rinderzüchter“ zurückgehen. Er bedeutet somit „Siedlung der Rinderzüchter“. Erstmals erwähnt wurde der Ort 1288 als „Crawas“. In den folgenden Jahrhunderten waren vielfältige Schreibweisen in Gebrauch, darunter „Grauwez“, „Krauwes“ und „Kraws“. Um 1500 hatte der Ortsname dann eine andere Endung und findet sich als Krawitz sowie Krawisch in den Urkunden. Kurz danach wurde er wieder zu „Krawis“ und „Craws“ verkürzt. Darin wurde Mitte des 16. Jahrhunderts dann das deutsche Wort Krebs eingedeutet, womit der Ortsname zu seiner heutigen Schreibweise gelangte.
Krebs war von einer Block- und Streifenflur sowie von Gutsblöcken umgeben. Bereits 1412 lag ein Vorwerk im Ort. Es gehörte Mitte des 16. Jahrhunderts zum Rittergut Liebstadt. Der andere Teil von Krebs unterstand dem Hofmeister von Leubnitz. Das Vorwerk entwickelte sich im 17. Jahrhundert zu einem Rittergut. Es befand sich nach häufigem Besitzerwechsel ab 1717 im Besitz der Familie von Oppel, die im 18. Jahrhundert ein Herrenhaus errichten ließ. Friedrich Wilhelm von Oppel, kursächsischer Oberberghauptmann und Mitbegründer der Bergakademie Freiberg, wurde 1720 in Krebs geboren. Sein Sohn Julius Wilhelm von Oppel gründete 1831 in Krebs die nach seiner 1813 verstorbenen Mutter Juliana Sophie Freiin von Hartitzsch benannte „Sophienanstalt“ bzw. „Sophienschule“. Julius Wilhelms Bruder Carl Wilhelm von Oppel und dessen Nachfahren zählten ebenfalls zu den Besitzern des Rittergutes. Durch Heirat der 1895 geborenen Erbin Anne Eleonore von Oppel gelangte es nach dem Ersten Weltkrieg in den Besitz der Grafen Vitzthum von Eckstädt und verblieb dort bis zur Enteignung 1945.
Eingepfarrt ist Krebs seit dem 16. Jahrhundert nach Dohna in die dortige Marienkirche. Die Verwaltung des Ortes oblag zunächst der Pflege Dohna, seit dem 16. Jahrhundert dem Amt Pirna und 1856 dann dem Gerichtsamt Pirna. Auf Grundlage der Landgemeindeordnung von 1838 erlangte Krebs Selbständigkeit als Landgemeinde. Diese war 1875 Teil der Amtshauptmannschaft Pirna. Die Gemarkung Krebs hatte im Jahre 1900 eine Ausdehnung von rund 197 Hektar. In der Zeit der DDR gehörte sie ab 1952 zum Kreis Pirna. Am 1. Januar 1970 erfolgte der Zusammenschluss mit dem Nachbarort Köttewitz zur neuen Gemeinde Köttewitz-Krebs, die am 1. März 1994 nach Dohna eingemeindet wurde.

## Einwohnerentwicklung
| Jahr    | Einwohner                                             |
| ------- | ----------------------------------------------------- |
| 1548/51 | 13 besessene Mann, 6 Inwohner                         |
| 1764    | 11 besessene Mann, 2 Gärtner, 13 Häusler, 3 Wüstungen |
| 1834    | 236                                                   |
| 1871    | 379                                                   |
| 1890    | 382                                                   |
| 1910    | 352                                                   |
| 1925    | 399                                                   |
| 1939    | 406                                                   |
| 1946    | 477                                                   |
| 1950    | 456                                                   |
| 1964    | 347                                                   |
| 1990    | 417                                                   |
| 2016    | 188                                                   |